# Tu-ťiang-jen
Tu-ťiang-jen (čínsky pchin-jinem Dūjiāngyàn, znaky 都江堰) je městský okres subprovinčního města Čcheng-tu v provincii S’-čchuan v Čínské lidové republice. Má rozlohu 1208 km² a v roce 2003 v něm žilo zhruba 600 tisíc obyvatel.
Dříve zde byl okres Kuan (čínsky v českém přepisu Kuan sien, pchin-jinem Guàn Xiàn, znaky zjednodušené 灌县, tradiční 灌縣), ale čínská vláda ho v rámci přeměny na městský okres přejmenovala k poctě zdejšího Tuťiangjenského zavlažovacího systému vybudovaného na řece Min v Období válčících států. Na téže řece je nedaleko Tu-ťiang-jenu dnes vybudována také přehrada C'-pching-pchu s vodní elektrárnou.